# Семь сестёр (нефтяные компании)
Семь сестёр — термин, введённый в 1950 году бизнесменом Энрико Маттеи, тогдашним главой итальянской государственной нефтяной компании Eni, чтобы описать семь нефтяных компаний, которые преобладали в мировой нефтяной промышленности с середины 1940-х до 1970-х годов. В состав группы входили: British Petroleum, Exxon, Gulf Oil, Mobil, Royal Dutch Shell, Chevron и Тексако.
В 1973 году члены картеля «Семи сестёр» контролировали 85 % мировых запасов нефти, но в последние десятилетия доминирование этих компаний и их преемников уменьшилось из-за возрастающего влияния   другого картеля — ОПЕК, а также государственных нефтяных компаний в странах с развивающейся экономикой.

## История
Неформальное соглашение, призванное убрать жёсткую конкуренцию между Royal Dutch Shell, Англо-персидской нефтяной компанией (будущая British Petroleum) и Standard Oil of New Jersey (будущая Exxon), было заключено 17 сентября 1928 года в шотландском городке Ахнакарри. Оно предусматривало сокращение добычи нефти в соответствии с тенденциями спроса на неё и сохранение существующей пропорции между добывающими компаниями. Уже к 1932 году в картель Ахнакарри вошли все семь крупнейших англоамериканских компаний, создавших впоследствии «консорциум для Ирана». Участники соглашения де-факто сохраняли контроль над нефтяным рынком несколько десятилетий, пока не начался рост ОПЕК в 1970-х годах.
В 1951 году Иран национализировал свою нефтяную промышленность. Вслед за этим Англо-иранская нефтяная компания (ныне BP) и иранская нефть были подвергнуты международному эмбарго. С целью возврата иранской нефти на международные рынки Госдепартамент США предложил создать консорциум крупных нефтяных компаний. «Консорциум для Ирана», впоследствии, был образован следующими компаниями:
- Англо-персидская нефтяная компания (Великобритания). Впоследствии англо-иранская нефтяная компания, затем British Petroleum. После приобретения компании Amoco (которая, в свою очередь, ранее называлась Standard Oil of Indiana) и Atlantic Richfield сократила своё название до BP в 2000 году.
- Gulf Oil (США). В 1985 году большая часть Gulf была приобретена компанией Chevron, а более мелкие части приобретены BP и Cumberland Farms. Сеть сервисных станций на северо-востоке США до сих пор носит название Gulf.
- Royal Dutch Shell (Нидерланды/Великобритания)
- Standard Oil of California («Socal») (США). Впоследствии — Chevron.
- Standard Oil of New Jersey («Esso») (США). Впоследствии Exxon, переименована в ExxonMobil после слияния с компанией Mobil в 1999 году.
- Standard Oil Co. of New York («Socony») (США), переименованная впоследствии в Mobil Oil, объединилась с компанией Exxon в 1999 году.
- Texaco (США). Поглощена компанией Chevron в 2001 году.

Глава итальянской государственной нефтяной компании, Энрико Маттеи также стремился добиться членства в союзе для итальянской нефтяной компании Agip, но был отвергнут. Он придумал термин «Семь сестёр», для описания англосаксонских компаний, которые контролировали добычу нефти на Ближнем Востоке после Второй мировой войны. Британский писатель Энтони Сэмпсон в 1975 году взял это определение при написании книги Семь сестёр для описания тёмного нефтяного картеля, который пытался устранить конкурентов и контролировать мировые запасы нефти.
Картель «Семь сестёр», будучи хорошо организованным, первоначально был способен оказывать значительное давление на остальные нефтяные компании мира. В последние десятилетия господство «Семи сестёр» и их преемников во многом ослабло из-за возрастающего влияния картеля ОПЕК (образован в 1960 с целью противодействовать работе «Семи сестёр» в направлении снижения цен на нефть на Ближнем Востоке), в связи со снижением доли добычи в странах ОЭСР и появлением мощных государственных нефтяных компаний в странах с развивающейся рыночной экономикой. По состоянию на 2010 год выжившими компаниями из «Семи сестёр» являются BP, Chevron, ExxonMobil и Royal Dutch Shell, которые образуют группу «супер гигантов».

## «Новые семь сестёр»
Financial Times использовала ярлык «Новые семь сестёр», чтобы описать группу компаний, которые, как она утверждает, являются наиболее влиятельными национальными нефтяными и газовыми компаниями, расположенными в странах, не входящих в ОЭСР. По данным Financial Times, эта группа включает в себя:
- Китайская национальная нефтегазовая корпорация (Китай)
- Газпром (Россия)
- Национальная иранская нефтяная компания (Иран)
- Petrobras (Бразилия)
- PDVSA (Венесуэла)
- Petronas (Малайзия)
- Saudi Aramco (Саудовская Аравия)

В настоящее время компании, в которых основным акционером является государство, контролируют почти 30 % мировой добычи и более 30 % общемировых запасов нефти и газа. Доля «старых сестёр» составляет около 10 % добычи при владении примерно 3 % мировых запасов, но благодаря продаже не только сырой нефти и газа, а ещё и бензина, дизельного топлива и нефтехимических продуктов, доходы этих компаний по-прежнему превосходят таковые у «новых сестёр».